# Campionatul Mondial de Scrimă din 1978
Campionatul Mondial de Scrimă din 1978 s-a desfășurat în perioada 12–22 iulie la Hamburg în Germania.

## Rezultate

### Masculin
| Probă                 | Aur                                                                                       | Argint                                                                                            | Bronz                                                                                   |
| Spadă la individual   | Alexander Pusch (FRG)                                                                     | Philippe Riboud (FRA)                                                                             | Hans Jacobson (SWE)                                                                     |
| Spadă pe echipe       | Ungaria · Csaba Fenyvesi · Ernő Kolczonay · Jenő Pap · István Osztrics · Győző Kulcsár    | Uniunea Sovietică Boris Lukomsky Așot Karagian Leonid Dunaev Aleksandr Abușahmetov Valeri Hondogo | Suedia Johan Harmenberg Rolf Edling Göran Malkar Hans Jacobson Carl von Essen           |
| Floretă la individual | Didier Flament (FRA)                                                                      | Aleksandr Romankov (URS)                                                                          | Harald Hein (FRG)                                                                       |
| Floretă pe echipe     | Polonia Bogusław Zych Adam Robak Arkadiusz Godel Marian Sypniewski Leszek Martewicz       | Franța Didier Flament Frédéric Pietruszka Bruno Boscherie Philippe Bonin Pascal Jolyot            | Uniunea Sovietică Aleksandr Romankov Vladimir Smirnov Vladimir Denisov Vladimir Lapițki |
| Sabie la individual   | Viktor Krovopuskov (URS)                                                                  | Mihail Burțev (URS)                                                                               | Michele Maffei (ITA)                                                                    |
| Sabie pe echipe       | Ungaria · Imre Gedővári · Pál Gerevich · Ferenc Hammang · Zoltán Nagyházi · György Nébald | Uniunea Sovietică Mihail Burțev Vladimir Nazlîmov Aleksandr Nikișin Viktor Krovopuskov            | Italia Michele Maffei Angelo Arcidiacono Mario Aldo Montano Gianfranco Dalla Barba      |

### Feminin
| Probă                 | Aur                                                                                       | Argint                                                                                   | Bronz                                                                                   |
| Floretă la individual | Valentina Sidorova (URS)                                                                  | Katarína Ráczová (CZE)                                                                   | Cornelia Hanisch (FRG)                                                                  |
| Floretă pe echipe     | Uniunea Sovietică Olga Kniazeva Valentina Sidorova Nailea Gileazova Elena Novikova-Belova | Polonia Jolanta Królikowska Barbara Wysoczańska Agnieszka Dubrawska Delfina Olek-Skąpska | România · Suzana Ardeleanu · Viorica Țurcanu · Magdalena Chezan · Marcela Moldovan-Zsak |

## Clasament pe medalii
| Loc | Țară              | Aur | Argint | Bronz | Total |
| --- | ----------------- | --- | ------ | ----- | ----- |
| 1   | Uniunea Sovietică | 3   | 4      | 1     | 8     |
| 2   | Hungary           | 2   | 0      | 0     | 2     |
| 3   | Franța            | 1   | 2      | 0     | 3     |
| 4   | Polonia           | 1   | 1      | 0     | 2     |
| 5   | RFG               | 1   | 0      | 2     | 3     |
| 6   | Cehoslovacia      | 0   | 1      | 0     | 1     |
| 7   | Italia            | 0   | 0      | 2     | 2     |
| 7   | Suedia            | 0   | 0      | 2     | 2     |
| 8   | România           | 0   | 0      | 1     | 1     |